# 오사량
오사량(吳史良, 1925- )은 연기자이자 연출가이다. 평남 평양에서 태어났다. 본명은 오영봉(吳永鳳)이다.
경성음악학교 졸업. 1945년에 극단 '극협'에 입단, 1947년에는 '신협', 1949년에는 '제작극회(制作劇會)'의 창립동인으로 연기생활을 시작했다. 출연작품은 <애국자>(1946), <별>(1947), <마의태자>(1949) 등이 있다. 그러나 서울 중앙방송국이 개국되자 성우(聲優)로 들어갔다가 전란시에는 부산방송국 제작과장을 역임하며 연출을 담당, 방송인으로 일하기도 했다. 1962년 극단 '드라마센터'의 창립공연 <햄릿>에 출연하고, <포기와 베스>등에도 출연했다. 그는 극장 사무국장직을 맡기도 했으며, 연극 아카데미 학생에게 연출지도를 하고, 연극협회 부이사장직에 피임되었다. 연극연출가·연기자·방송인 등을 겸하면서 다양한 활동을 벌이고 있으며 현재 서울예전 교수로 있다.